# Horst-Werner Loos
Horst-Werner Günter Loos (* 4. Februar 1915 in Weimar; † 1981) war ein deutscher Schauspieler und Hörspielsprecher.

## Leben und Wirken
Der Sohn des Konzertmeisters Rudolf Loos besuchte die Volks- und die Realschule, ehe er sich von Saladin Schmitt zum Schauspieler ausbilden ließ. Bereits 1931 gab Horst-Werner Loos seinen Einstand am Theater in Regensburg; es folgten Verpflichtungen, die ihn nach Heidelberg, Bochum und kurz vor Kriegsende sogar nach Warschau führten. Nach dem Krieg wirkte Loos unter anderem am Schloßtheater Celle sowie als Spielleiter und Schauspieler am Theater am Domhof in Osnabrück (1954 bis 1957) und ab 1958 in selbiger Funktion in Baden-Baden.
Loos wirkte ab Ende der 1940er-Jahre in zahlreichen Spiel- und Fernsehfilmen mit, u. a. unter der Regie von Peter Beauvais, Harald Benesch, Joachim Hoene, Wilm ten Haaf, Hansgünther Heyme, Eberhard Itzenplitz, Peter Lilienthal, Theo Lingen, Theo Mezger, Robert A. Stemmle, Hannes Tannert, Klaus Überall, Fritz Umgelter, Helmut Weiss, Georg Wildhagen und Eugen York. Zu sehen war er auch in TV-Serien wie Fernfahrer (1963), Gewagtes Spiel (1965), Familie Leitmüller (1967), Sie schreiben mit (1968), Spedition Marcus (1968), Stewardessen (1969), Recht oder Unrecht (1970) zu sehen. 1971 hatte er eine Nebenrolle in der Tatort-Folge Auf offener Straße. In den 1970er-Jahren spielte er in den Fernsehserien Komische Geschichten mit Georg Thomalla, Toni und Veronika (1971), Butler Parker (1972), zuletzt in einer Episode der Schifffahrtsserie MS Franziska.
Außerdem war Loos als Schauspieler an verschiedenen Theatern engagiert; des Weiteren war er ab den 1950er-Jahren als Sprecher bei zahlreichen Hörfunk-Produktionen beteiligt. Loos war mit der Schauspielerin, Rundfunksprecherin und Autorin Helga Marold verheiratet, mit der er 1964 in Eugen Yorks Fernsehkrimi Sechs Stunden Angst gemeinsam vor der Kamera stand.

## Filmografie (Auswahl)
- 1949: Die Reise nach Marrakesch
- 1950: Die fidele Tankstelle (Regie: Joe Stöckel, Ferdinand Dörfler)
- 1951: Die Tat des Anderen (Regie: Helmut Weiss)
- 1958: Mein Sohn, der Herr Minister
- 1958: Der Muck (Regie: Hannes Tannert)
- 1959: Alt-Heidelberg (Regie: Peter Hamel & Hannes Tannert)
- 1960: Aufruhr (Regie: Eugen York)
- 1960: Terror in der Waage (Regie: Joachim Hoene)
- 1960: Sie können’s mir glauben (Regie: Theo Lingen)
- 1961: Der Mann von draußen (Regie: Wilm ten Haaf)
- 1961: Zwischen den Zügen (Regie: Peter Beauvais)
- 1961: Der kleine Napoleon (Regie: Georg Wildhagen)
- 1961: Ein später Gast (Regie: Peter Hamel)
- 1962: Picknick im Felde (Kurzfilm, Regie: Peter Lilienthal)
- 1962: Venus fra Vestø (Regie: Annelise Reenberg)
- 1963: Dantons Tod (Regie: Fritz Umgelter)
- 1963: Die Jagd nach Helena (Regie: Klaus Überall)
- 1964: Der Aussichtsturm (Regie: Wilm ten Haaf)
- 1964: Nebelmörder (Regie: Eugen York)
- 1964: Sechs Stunden Angst
- 1965: Zeitsperre (Regie: Theo Mezger)
- 1966: Großer Ring mit Außenschleife (Regie: Eugen York)
- 1966: Die zwei Herren aus Verona (Regie: Harald Benesch)
- 1967: Der Tod des Iwan Iljitsch (Regie: Hansgünther Heyme)
- 1967: Die Ungeduldigen (Regie: Hans Bernhardt)
- 1964–67: Schlag nach im Grundgesetz! – Geschichten aus Adorf (TV-Serie)
- 1967: Min søsters børn på bryllupsrejse (Regie: Annelise Reenberg)
- 1967: Der Tag, an dem die Kinder verschwanden (Regie: Eugen York)
- 1967: Der falsche Prinz (Regie: Peter Trabold)
- 1968: Sie schreiben mit (TV-Serie)
- 1968: Min søsters børn vælter byen (Regie: Annelise Reenberg)
- 1968: Anna Böckler (Regie: Robert A. Stemmle)
- 1968: Spedition Marcus (TV-Serie)
- 1969: Schrott (Regie: Eberhard Itzenplitz)
- 1969: Das Rätsel von Piskov (Regie: Karl Peter Biltz)
- 1969: Die Kramer (TV-Serie)
- 1970: Stewardessen (TV-Serie)
- 1970: Recht oder Unrecht
- 1971: Tatort: Auf offener Straße
- 1971: Komische Geschichten mit Georg Thomalla (TV-Serie)
- 1971: Eine Räubergeschichte (Regie: Waldemar Kuri)
- 1971: Der Vereinsmeier (TV-Serie)
- 1971: Min søsters børn, når de er værst (Regie: Annelise Reenberg)
- 1972: Ein Toter stoppt den 8 Uhr 10 (Regie: Michael Braun)
- 1972: Butler Parker (TV-Serie)
- 1973: Krieg im dritten Stock (Regie: Karl Peter Biltz)
- 1977: MS Franziska (TV-Serie)

## Hörspiele (Auswahl)
- 1946: Sidney Kingsley: Die Patrioten – Regie: Helmut Brennicke
- 1947: Charles de Coster: Die Hochzeitsreise – Regie: Helmut Brennicke
- 1947: Rolf Reißmann: Geister, Gänger und Gesichter – Regie: Harald Braun
- 1947: Georg Kaiser: Der Soldat Tanaka – Regie: Helmut Brennicke
- 1948: Robert Louis Stevenson: Dr. Jekyll und Mr. Hyde – Regie: Helmut Brennicke
- 1949: Jan de Hartog: Schiff ohne Hafen – Regie: Fritz Benscher
- 1951: Kurt Bortfeldt: Gefährlicher Auftrag – Regie: Fritz Schröder-Jahn
- 1951: Roman Hadern: Das zweite Ich – Regie: Hans Gertberg
- 1952: Hans Rothe: Verwehte Spuren – Regie: Gerd Fricke
- 1952: Hans Hömberg: Fahr wohl, Benjowsky – Regie: Gert Westphal
- 1953: Heinrich von Kleist: Lasset Recht geschehen: Michael Kohlhaas – Regie: Ulrich Lauterbach
- 1957: Charles Dickens: Die Glocken von London – Regie: Hanns Korngiebel
- 1958: Gebrüder Grimm: Die Bremer Stadtmusikanten – Regie: Hans Bernd Müller
- 1959: Albert Camus: Belagerungszustand – Regie: Günther Rennert
- 1959: Georges Simenon: Maigret und die Groschenschenke – Bearbeitung und Regie: Gert Westphal
- 1959: Georges Simenon: Maigret und sein Revolver – Bearbeitung und Regie: Gert Westphal
- 1960: Hans W. Pump: Stelze und Püppchen – Regie: Fritz Schröder-Jahn
- 1961: Daniel Defoe: Die Abenteuer des Robinson Crusoe (1. Teil) – Regie: Peterpaul Schulz
- 1961: Elmer Rice: Das träumende Mädchen – Regie: Otto Kurth
- 1962: Marguerite Duras, Geneviève Serreau: Damm gegen den Pazifik – Bearbeitung (Musik) und Regie: Peter Schulze-Rohr
- 1963: Corbett H. Thigpen, Hervey M. Cleckley: Die drei Gesichter Evas – Regie: Peter Schulze-Rohr
- 1963: Georges Simenon: Die schwarze Kugel – Bearbeitung und Regie: Gert Westphal
- 1964: Hans Lebert: Die Stimme unter der Brücke – Regie: Lothar Schluck
- 1965: Jean Cayrol: Im Bereich einer Nacht – Regie: Gert Westphal
- 1966: Theodor Storm: Pole Poppenspäler – Regie: Lothar Schluck
- 1966: Henryk Bardijewski: Polnische Woche im SWF 1966: Märchen 62 – Regie: Hans Gerd Krogmann
- 1967: Philip Levene: Auftrag für Quentin Barnaby (3. Staffel: 2. Folge: Glühendes Interesse) – Regie: Otto Düben
- 1968: Charles Dickens: Der Weihnachtsabend – Regie: Lothar Schluck
- 1969/70: Gisela Prugel: Hier Familie Hansen (Hörspielserie – Mitwirkung in 7 Folgen) – Regie: Lothar Schluck